# Tyrannus crassirostris
Tyrannus crassirostris là một loài chim trong họ Tyrannidae.